# Опан (Казахстан)
Опа́н (каз. Опан) — село у складі Цілиноградського району Акмолинської області Казахстану. Входить до складу Акжарського сільського округу.
Населення — 176 осіб (2021; 234 у 2009, 302 у 1999, 374 у 1989).
Національний склад станом на 1989 рік:
- казахи — 39 %;
- росіяни — 37 %.

До 2018 року село називалось Антоновка.